# Реликтовая лиственница
Реликтовая лиственница — лиственница сибирская, ботанический памятник природы Адамовского района Оренбургской области в 18 км к северу от с. Брацлавка, ныне утраченный. Статус присвоен в 1980 году. В 2015 году лиственница засохла.

## Описание
Возраст дерева около 500—700 лет. Высота 22,5 м. Диаметр кроны 19,5 м. Диаметр ствола 118 см.
Окружает лиственницу солонцеватая полынно-типчаково-ковыльная степь на южных маломощных черноземах.

## История
Первое упоминание о лиственнице встречается в книге Ф. Н. Милькова «Очерки физической географии Чкаловской области» 1951 года. В 1980 году исполнительный комитет Оренбургского областного Совета народных депутатов принял решение «О взятии под охрану памятников природы области». Этим решением в области утверждено 62 памятника. Под № 35 значится реликтовая лиственница — одинокая 500-летняя лиственница высотой около 18 м и диаметром ствола 110 см (Адамовский, с-з «Брацлавский»).
12 октября 2012 года произошёл поджог лиственницы. Огнём была повреждена кора на глубину до 3-х см, но дерево осталось живым. В 2013 году рядом высажены молодые саженцы лиственницы сибирской. В мае 2015 года реликтовая лиственница не распустилась и засохла.